# El Tossal (Riner)
El Tossal és una serra situada al municipi de Riner (Solsonès), amb una elevació màxima de 619 metres. Està situada al NE de la masia del Cal Fuster.